# Discografia de Buckethead
Buckethead é um músico norte americano essencialmente um guitarrista. A discografia de Buckethead é composta por mais 302 álbuns de estúdio, 4 álbuns especiais, 1 EP, 2 demos, 3 vídeos, 2 DVDs, 3 videoclipes e 10 canções não lançadas em álbuns. Ele já trabalhou também em mais outros 74 álbuns.

## Solo

### Álbuns de estúdio
| Ano  |     | Álbum                                                            | Duração | Lançado                                                              | Gravadora                | Formato        |
| ---- | --- | ---------------------------------------------------------------- | ------- | -------------------------------------------------------------------- | ------------------------ | -------------- |
| 1992 | 1   | Bucketheadland                                                   | 74:56   | 5 de fevereiro (2 de julho de 1993 importado)                        | Avant (Avan 007)         | 2 CDs          |
| 1994 | 2   | Giant Robot                                                      | 73:31   | 3 de novembro(Re-issued Sep 18, 2000 through CyberOctave)            | Sony Japan (SRCS 7494)   | CD             |
| 1996 | 3   | The Day of the Robot                                             | 42:44   | 30 de abril                                                          | Subharmonic (SM-9804-2)  | CD             |
| 1998 | 4   | Colma                                                            | 54:27   | 25 de março                                                          | CyberOctave (COCD 45380) | CD             |
| 1999 | 5   | Monsters and Robots                                              | 50:54   | 20 de abril                                                          | CyberOctave (COCD 47499) | CD             |
| 2001 | 6   | Somewhere Over the Slaughterhouse                                | 46:55   | 5 de junho                                                           | Stray (SR0016)           | CD, 2LP        |
| 2002 | 7   | Funnel Weaver                                                    | 60:06   | 15 de fevereiro                                                      | Ion (IN 2016-2)          | CD             |
| 2002 | 8   | Bermuda Triangle                                                 | 49:32   | 23 de julho                                                          | Catalyst (CECD1000)      | CD             |
| 2002 | 9   | Electric Tears                                                   | 70:58   | 8 de outubro                                                         | Meta (MT-0015)           | CD             |
| 2003 | 10  | Bucketheadland 2                                                 | 58:24   | 14 de outubro                                                        | Ion (IN 2019-2)          | CD             |
| 2004 | 11  | Island of Lost Minds                                             | 47:32   | 19 de março (Re-released on February 16, 2006)                       | Bucketheadland           | CD             |
| 2004 | 12  | Population Override                                              | 55:22   | 30 de março                                                          | Ion (IN 2020-2)          | CD             |
| 2004 | 13  | The Cuckoo Clocks of Hell                                        | 52:16   | 20 de abril                                                          | Disembodied (BRO370)     | CD             |
| 2005 | 14  | Enter the Chicken                                                | 41:21   | 25 de outubro(Relançado em 8 de abril d 2008)                        | Serjical Strike          | CD             |
| 2005 | 15  | Kaleidoscalp                                                     | 53:31   | 22 de novembro                                                       | Tzadik (TZ 7409)         | CD             |
| 2005 | 16  | Inbred Mountain                                                  | 43:21   | 2 de dezembro                                                        | TDRS                     | CD             |
| 2006 | 17  | The Elephant Man's Alarm Clock                                   | 47:14   | 17 de fevereiro                                                      | Bucketheadland           | CD             |
| 2006 | 18  | Crime Slunk Scene                                                | 44:21   | 15 de setembro                                                       | Bucketheadland           | CD             |
| 2007 | 19  | Pepper's Ghost                                                   | 45:16   | 1 de março                                                           | Hatboxghost Music        | CD             |
| 2007 | 20  | Decoding the Tomb of Bansheebot                                  | 46:46   | 30 de outubro                                                        | Hatboxghost Music        | CD             |
| 2007 | 21  | Cyborg Slunks                                                    | 44:16   | 30 de outubro (Edição padrão 15 de dezembro)                         | TDRS                     | CD-R/CD        |
| 2008 | 22  | Albino Slug                                                      | 40:09   | 17 de setembro (Lançamento mundial 1 de dezembro)                    | Hatboxghost Music        | CD             |
| 2009 | 23  | Slaughterhouse on the Prairie                                    | 41:48   | 30 de janeiro                                                        | Hatboxghost Music        | CD             |
| 2009 | 24  | A Real Diamond in the Rough                                      | 41:46   | 1 de maio                                                            | Hatboxghost Music        | CD             |
| 2009 | 25  | Forensic Follies                                                 | 42:53   | 1 de junho                                                           | Hatboxghost Music        | CD             |
| 2009 | 26  | Needle in a Slunk Stack                                          | 40:41   | 24 de setembro                                                       | Hatboxghost Music        | CD             |
| 2010 | 27  | Shadows Between the Sky                                          | 44:54   | 6 de fevereiro                                                       |                          | CD             |
| 2010 | 28  | Spinal Clock                                                     | 44:20   | 16 de setembro                                                       |                          | CD             |
| 2010 | 29  | Captain EO's Voyage                                              | 41:34   | 20 de outubro (Lançamento do CD 29 de novembro)                      |                          | iTunes/CD      |
| 2011 | 30  | It's Alive                                                       | 40:22   | 21 de dezembro(17 de agosto edição padrão)                           |                          | CD             |
| 2011 | 31  | Empty Space                                                      | 31:10   | 15 de maio                                                           | Bucketheadland           | CD             |
| 2011 | 32  | 3 Foot Clearance                                                 | 40:22   | 17 de agosto                                                         | Bucketheadland           |                |
| 2011 | 33  | Underground Chamber                                              | 30:43   | 17 de agosto                                                         | Bucketheadland           | CD             |
| 2011 | 34  | Look Up There                                                    | 32:29   | 17 de agosto                                                         | Bucketheadland           | CD             |
| 2012 | 35  | Electric Sea                                                     | 48:05   | 21 de fevereiro                                                      | Metastation              | CD             |
| 2012 | 36  | Balloon Cement                                                   | 30:05   | 14 de abril                                                          | Bucketheadland           | Bucketheadland |
| 2012 | 37  | The Shores of Molokai                                            | 31:32   | 9 de agosto                                                          | Bucketheadland           | Bucketheadland |
| 2012 | 38  | Racks                                                            | 29:52   | 20 de setembro                                                       | Bucketheadland           | Bucketheadland |
| 2012 | 39  | March of the Slunks                                              | 30:36   | 20 de setembro                                                       | Bucketheadland           | Bucketheadland |
| 2012 | 40  | The Silent Picture Book                                          | 29:47   | 20 de setembro                                                       | Bucketheadland           | Bucketheadland |
| 2013 | 41  | Forgotten Library                                                | 31:26   | 29 de abril(edição normal: 4 de junho)                               | Bucketheadland           | Bucketheadland |
| 2013 | 42  | Propellar                                                        | 30:17   | 7 de maio                                                            | Bucketheadland           | Bucketheadland |
| 2013 | 43  | Pike 13                                                          | 33:14   | 13 de maio                                                           | Bucketheadland           | Bucketheadland |
| 2013 | 44  | The Mark of Davis                                                | 31:49   | 31 de maio                                                           | Bucketheadland           | Bucketheadland |
| 2013 | 45  | Pike 15                                                          | 30:05   | 8 de junho                                                           | Bucketheadland           | Bucketheadland |
| 2013 | 46  | The Boiling Pond                                                 | 30:05   | 21 de junho                                                          | Bucketheadland           | Bucketheadland |
| 2013 | 47  | The Spirit Winds                                                 | 30:51   | 2 de julho                                                           | Bucketheadland           | Bucketheadland |
| 2013 | 48  | Pike 18                                                          | 33:28   | 29 de julho                                                          | Bucketheadland           | Bucketheadland |
| 2013 | 49  | Teeter Slaughter                                                 | 31:38   | 5 de agosto                                                          | Bucketheadland           | Bucketheadland |
| 2013 | 50  | Thaw                                                             | 32:21   | 5 de agosto                                                          | Bucketheadland           | Bucketheadland |
| 2013 | 51  | Spiral Trackway                                                  | 31:06   | 3 de setembro                                                        | Bucketheadland           | Bucketheadland |
| 2013 | 52  | Sphere Facade                                                    | 31:44   | 3 de setembro                                                        | Bucketheadland           | Bucketheadland |
| 2013 | 53  | Telescape                                                        | 32:14   | 16 de agosto (versão digital)                                        | Bucketheadland           | Bucketheadland |
| 2013 | 54  | Slug Cartilage                                                   | 30:55   | 4 de setembro (versão digital)                                       | Bucketheadland           | Bucketheadland |
| 2013 | 55  | Pancake Heater                                                   | 31:23   | 5 de setembro (versão digital)                                       | Bucketheadland           | Bucketheadland |
| 2013 | 56  | Worms for the Garden                                             | 30:07   | 13 de setembro (versão digital)                                      | Bucketheadland           | Bucketheadland |
| 2013 | 57  | Halls of Dimension                                               | 32:03   | 18 de setembro (versão digital)                                      | Bucketheadland           | Bucketheadland |
| 2013 | 58  | Feathers                                                         | 31:39   | 3 de outubro (versão digital)                                        | Bucketheadland           | Bucketheadland |
| 2013 | 59  | Splatters                                                        | 31:02   | 26 de setembro (versão digital)                                      | Bucketheadland           | Bucketheadland |
| 2013 | 60  | Mannequin Cemetery                                               | 29:13   | 5 de outubro (versão digital)                                        | Bucketheadland           | Bucketheadland |
| 2013 | 61  | Pearson's Square                                                 | 33:40   | 24 de outubro (versão digital)                                       | Bucketheadland           | Bucketheadland |
| 2013 | 62  | Rise of the Blue Lotus                                           | 29:35   | 8 de novembro (versão digital)                                       | Bucketheadland           | Bucketheadland |
| 2013 | 63  | Pumpkin                                                          | 31:10   | 29 de outubro (versão digital)                                       | Bucketheadland           | Bucketheadland |
| 2013 | 64  | Thank you Ohlinger's                                             | 32:06   | 2 de novembro (versão digital)                                       | Bucketheadland           | Bucketheadland |
| 2013 | 65  | The Pit                                                          | 28:26   | 2 de novembro (versão digital)                                       | Bucketheadland           | Bucketheadland |
| 2013 | 66  | Hollowed Out                                                     | 32:10   | 11 de novembro (versão digital)                                      | Bucketheadland           | Bucketheadland |
| 2013 | 67  | It Smells Like Frogs                                             | 31:08   | 22 de novembro (versão digital)                                      | Bucketheadland           | Bucketheadland |
| 2013 | 68  | Twisterlend                                                      | 30:36   | 25 de novembro (versão digital)                                      | Bucketheadland           | Bucketheadland |
| 2013 | 69  | Pikes                                                            | 32:49   | 27 de novembro (versão digital)                                      | Bucketheadland           | Bucketheadland |
| 2013 | 70  | Coat of Charms                                                   | 29:38   | 11 de dezembro (versão digital)                                      | Bucketheadland           | Bucketheadland |
| 2013 | 71  | Wishes                                                           | 33:05   | 24 de dezembro (versão digital)                                      | Bucketheadland           | Bucketheadland |
| 2014 | 72  | Backwards Chimney                                                | 29:02   | 18 de Janeiro                                                        | Bucketheadland           | Bucketheadland |
| 2014 | 73  | Pike 43                                                          | 33:05   | 21 de Janeiro                                                        | Bucketheadland           | Bucketheadland |
| 2014 | 74  | You Can't Triple Stamp a Double Stamp                            | 29:44   | 9 de janeiro (versão digital)                                        | Bucketheadland           | Bucketheadland |
| 2014 | 75  | The Coats of Claude                                              | 29:59   | 17 de janeiro (versão digital)                                       | Bucketheadland           | Bucketheadland |
| 2014 | 76  | Rainy Days                                                       | 31:07   | 1 de Março                                                           | Bucketheadland           | Bucketheadland |
| 2014 | 77  | Roller Coaster Track Repair                                      | 30:06   | 1 de Março                                                           | Bucketheadland           | Bucketheadland |
| 2014 | 78  | Hide in the Pickling Jar                                         | 30:52   | 7 de fevereiro (versão digital)                                      | Bucketheadland           | Bucketheadland |
| 2014 | 79  | Monument Valley                                                  | 29:32   | 7 de fevereiro (versão digital)                                      | Bucketheadland           | Bucketheadland |
| 2014 | 80  | Pitch Dark                                                       | 29:58   | 25 de fevereiro (versão digital)                                     | Bucketheadland           | Bucketheadland |
| 2014 | 81  | Claymation Courtyard                                             | 30:23   | 14 de abril (CD)                                                     | Bucketheadland           | Bucketheadland |
| 2014 | 82  | Factory                                                          | 29:45   | 13 de março (versão digital)                                         | Bucketheadland           | Bucketheadland |
| 2014 | 83  | City of Ferris Wheels                                            | 31:30   | 23 de março (versão digital)                                         | Bucketheadland           | Bucketheadland |
| 2014 | 84  | The Frankensteins Monsters Blinds                                | 30:39   | 27 de março (versão digital)                                         | Bucketheadland           | Bucketheadland |
| 2014 | 85  | The Miskatonic Scale                                             | 29:39   | 23 de maio (versão digital)                                          | Bucketheadland           | Bucketheadland |
| 2014 | 86  | Cycle                                                            | 30:29   | 17 de abril (versão digital)                                         | Bucketheadland           | Bucketheadland |
| 2014 | 87  | Night Gallery                                                    | 30:11   | 28 de abril (versão digital)                                         | Bucketheadland           | Bucketheadland |
| 2014 | 88  | Outpost                                                          | 29:00   | 30 de abril (versão digital)                                         | Bucketheadland           | Bucketheadland |
| 2014 | 89  | Ydrapoej                                                         | 29:18   | 23 de junho (edição limitada), 10 de julho (versão digital)          | Bucketheadland           | Bucketheadland |
| 2014 | 90  | Footsteps                                                        | 29:15   | 13 de maio (versão digital)                                          | Bucketheadland           | Bucketheadland |
| 2014 | 91  | Citacis                                                          | 29:10   | 2 de maio0 (versão digital)                                          | Bucketheadland           | Bucketheadland |
| 2014 | 92  | Outlined for Citacis                                             | 29:56   | 28 de maio (versão digital)                                          | Bucketheadland           | Bucketheadland |
| 2014 | 93  | Grand Gallery                                                    | 29:43   | 28 de maio (versão digital)                                          | Bucketheadland           | Bucketheadland |
| 2014 | 94  | Aquarium                                                         | 29:08   | 16 de hulho (edição limitada), 21 de julho (versão digital)          | Bucketheadland           | Bucketheadland |
| 2014 | 95  | Hold Me Forever (In memory of my mom Nancy York Carrol)          | 28:37   | 25 de junho (versão digital)                                         | Bucketheadland           | Bucketheadland |
| 2014 | 96  | Leave the Light On                                               | 30:44   | 29 de julho (edição limitada), 14 de agosto (versão digital)         | Bucketheadland           | Bucketheadland |
| 2014 | 97  | Abandoned Slaughterhouse                                         | 30:06   | 13 de julho (versão digital)                                         | Bucketheadland           | Bucketheadland |
| 2014 | 98  | Assignment 033-03                                                | 29:04   | 18 de julho (versão digital)                                         | Bucketheadland           | Bucketheadland |
| 2014 | 99  | Category of Whereness                                            | 29:27   | 26 de agosto (versão digital)                                        | Bucketheadland           | Bucketheadland |
| 2014 | 100 | Snow Slug                                                        | 29:21   | July 29 (digital edition)                                            | Bucketheadland           | Bucketheadland |
| 2014 | 101 | Celery                                                           | 29:03   | 5 de agosto (versão digital)                                         | Bucketheadland           | Bucketheadland |
| 2014 | 102 | Closed Attractions                                               | 31:19   | 13 de agosto (versão digital)                                        | Bucketheadland           | Bucketheadland |
| 2014 | 103 | Final Bend of the Labyrinth                                      | 30:36   | 21 de agosto (versão digital)                                        | Bucketheadland           | Bucketheadland |
| 2014 | 104 | Infinity Hill                                                    | 29:21   | 21 de agosto (versão digital)                                        | Bucketheadland           | Bucketheadland |
| 2014 | 105 | Twilight Constrictor                                             | 30:15   | 28 de agosto (versão digital)                                        | Bucketheadland           | Bucketheadland |
| 2014 | 106 | Caterpillar                                                      | 30:09   | 19 de setembro (versão digital)                                      | Bucketheadland           | Bucketheadland |
| 2014 | 107 | Bumbyride Dreamlands                                             | 28:34   | 4 de setembro (edição para download)                                 | Bucketheadland           | Bucketheadland |
| 2014 | 108 | Pike 78                                                          | 30:41   | 23 de setembro (edição limitada)                                     | Bucketheadland           | Bucketheadland |
| 2014 | 109 | Geppetos Trunk                                                   | 29:32   | 14 de setembro (edição para download)                                | Bucketheadland           | Bucketheadland |
| 2014 | 110 | Cutout Animatronic                                               | 28:03   | 17 de setembro (edição limitada)                                     | Bucketheadland           | Bucketheadland |
| 2014 | 111 | Carnival of Cartilage                                            | 29:01   | 27 de setembro (download)                                            | Bucketheadland           | Bucketheadland |
| 2014 | 112 | Calamity Cabin                                                   | 29:54   | 27 de setembro (download)                                            | Bucketheadland           | Bucketheadland |
| 2014 | 113 | Dreamless Slumber                                                | 29:00   | 3 de outubro (download)                                              | Bucketheadland           | Bucketheadland |
| 2014 | 114 | Whirlpool                                                        | 28:54   | 7 de outubro (download)                                              | Bucketheadland           | Bucketheadland |
| 2014 | 115 | Walk in Loset                                                    | 29:17   | 11 de outubro (download)                                             | Bucketheadland           | Bucketheadland |
| 2014 | 116 | Our Selves                                                       | 28:38   | 18 de outubro (download)                                             | Bucketheadland           | Bucketheadland |
| 2014 | 117 | Interstellar Slunk                                               | 30:52   | 20 de outubro (download)                                             | Bucketheadland           | Bucketheadland |
| 2014 | 118 | Red Pepper Restaurant                                            | 33:21   | 24 de outubro (download)                                             | Bucketheadland           | Bucketheadland |
| 2014 | 119 | The Time Travelers Dream                                         | 30:19   | 28 de outubro (download)                                             | Bucketheadland           | Bucketheadland |
| 2014 | 120 | Listen for the Whisper                                           | 29:03   | 30 de outubro (download)                                             | Bucketheadland           | Bucketheadland |
| 2014 | 121 | Sublunar                                                         | 29:13   | 9 de dezembro (edição limitada)                                      | Bucketheadland           | Bucketheadland |
| 2014 | 122 | The Splatterhorn                                                 | 30:16   | 15 de novembro (download)                                            | Bucketheadland           | Bucketheadland |
| 2014 | 123 | Coaster Coat                                                     | 32:46   | 20 de novembro (download)                                            | Bucketheadland           | Bucketheadland |
| 2014 | 124 | Magic Lantern                                                    | 29:27   | 26 de novembro (download)                                            | Bucketheadland           | Bucketheadland |
| 2014 | 125 | Northern Lights                                                  | 28:43   | 28 de novembro (download)                                            | Bucketheadland           | Bucketheadland |
| 2014 | 126 | Yarn                                                             | 30:18   | 4 de dezembro (download)                                             | Bucketheadland           | Bucketheadland |
| 2014 | 127 | Passageways                                                      | 29:05   | 11 de dezembro (download)                                            | Bucketheadland           | Bucketheadland |
| 2014 | 128 | Pilot                                                            | 29:20   | 19 de dezembro (download)                                            | Bucketheadland           | Bucketheadland |
| 2014 | 129 | Polar Trench                                                     | 30:40   | 25 de dezembro (download)                                            | Bucketheadland           | Bucketheadland |
| 2014 | 130 | The Mighty Microscope                                            | 29:59   | 30 de dezembro (download)                                            | Bucketheadland           | Bucketheadland |
| 2014 | 131 | In The Hollow Hills                                              | 29:04   | 31 de dezembro (download)                                            | Bucketheadland           | Bucketheadland |
| 2015 | 132 | Sideway Streets                                                  | 29:28   | 13 de janeiro (download)                                             | Bucketheadland           | Bucketheadland |
| 2015 | 133 | Squid Ink Lodge                                                  | 30:15   | 21 de janeiro (download)                                             | Bucketheadland           | Bucketheadland |
| 2015 | 134 | Project Little Man                                               |         | 28 de fevereiro (edição limitada)                                    | Bucketheadland           | Bucketheadland |
| 2015 | 135 | The Moltrail                                                     | 30:11   | 27 de janeiro (download)                                             | Bucketheadland           | Bucketheadland |
| 2015 | 136 | Forest of Bamboo                                                 | 29:12   | 29 de janeiro (download)                                             | Bucketheadland           | Bucketheadland |
| 2015 | 137 | Weird Glows Gleam                                                | 28:59   | January 30 (download)                                                | Bucketheadland           | Bucketheadland |
| 2015 | 138 | Collect Itself                                                   | 29:09   | 30 de janeiro (download)                                             | Bucketheadland           | Bucketheadland |
| 2015 | 139 | The Left Panel                                                   | 29:56   | 3 de fevereiro (download)                                            | Bucketheadland           | Bucketheadland |
| 2015 | 140 | Wall To Wall Cobwebs                                             | 32:04   | 14 de fevereiro (download edition)                                   | Bucketheadland           | Bucketheadland |
| 2015 | 141 | Night of the Snow Mole                                           | 28:56   | 17 de fevereiro (download )                                          | Bucketheadland           | Bucketheadland |
| 2015 | 142 | Creaky Doors and Creaky Floors                                   | 29:16   | 19 de fevereiro (download edition)                                   | Bucketheadland           | Bucketheadland |
| 2015 | 143 | Herbie Theatre                                                   | 30:40   | 21 de fevereiro (download edition)                                   | Bucketheadland           | Bucketheadland |
| 2015 | 144 | Glow in the Dark                                                 | 29:15   | 24 de fevereiro (download edition)                                   | Bucketheadland           | Bucketheadland |
| 2015 | 145 | Marble Monsters                                                  | 30:29   | 27 de fevereiro (download edition)                                   | Bucketheadland           | Bucketheadland |
| 2015 | 146 | Infinity of the Spheres                                          | 29:10   | 27 de fevereiro (download edition)                                   | Bucketheadland           | Bucketheadland |
| 2015 | 147 | Vacuum                                                           | 30:16   | 28 de fevereiro (download edition)                                   | Bucketheadland           | Bucketheadland |
| 2015 | 148 | Elevator                                                         | 29:28   | 11 de março (download edition)                                       | Bucketheadland           | Bucketheadland |
| 2015 | 149 | Solar Sailcraft                                                  | 30:09   | 9 de maio (download edition)                                         | Bucketheadland           | Bucketheadland |
| 2015 | 150 | Louzenger                                                        | 31:16   | 19 de março (download edition)                                       | Bucketheadland           | Bucketheadland |
| 2015 | 151 | Shaded Ray                                                       | 30:01   | 21 de março (download edition)                                       | Bucketheadland           | Bucketheadland |
| 2015 | 152 | The Other Side of the Dark                                       | 28:51   | 26 de março (download edition)                                       | Bucketheadland           | Bucketheadland |
| 2015 | 153 | Scroll of Vegetable                                              | 28:33   | 28 de março (download edition)                                       | Bucketheadland           | Bucketheadland |
| 2015 | 154 | Rotten Candy Cane                                                | 29:44   | 31 de março (download edition)                                       | Bucketheadland           | Bucketheadland |
| 2015 | 155 | Along the River Bank                                             | 29:44   | 3 de abril (download edition)                                        | Bucketheadland           | Bucketheadland |
| 2015 | 156 | Tourist                                                          | 29:55   | 9 de abril (download edition)                                        | Bucketheadland           | Bucketheadland |
| 2015 | 157 | Paint to the Tile                                                | 29:02   | 12 de abril (download edition)                                       | Bucketheadland           | Bucketheadland |
| 2015 | 158 | Tucked Into Dreams                                               | 30:07   | 19 de abril (download edition)                                       | Bucketheadland           | Bucketheadland |
| 2015 | 159 | Forever Lake                                                     | 32:11   | 21 de abril (download edition)                                       | Bucketheadland           | Bucketheadland |
| 2015 | 160 | Down in the Bayou Part Two                                       | 29:51   | 24 de abril (download edition)                                       | Bucketheadland           | Bucketheadland |
| 2015 | 161 | Down the Bayou Part One                                          | 29:20   | 28 de abril (download edition)                                       | Bucketheadland           | Bucketheadland |
| 2015 | 162 | Chamber of Drawers                                               | 28:29   | 29 de abril (download edition)                                       | Bucketheadland           | Bucketheadland |
| 2015 | 163 | Embroidery                                                       | 29:18   | 30 de abril (download edition)                                       | Bucketheadland           | Bucketheadland |
| 2015 | 164 | Digging Under the Basement                                       | 30:34   | 8 de maio (download edition)                                         | Bucketheadland           | Bucketheadland |
| 2015 | 165 | Haunted Roller Coaster Chair                                     | 30:02   | 8 de de maio (download edition)                                      | Bucketheadland           | Bucketheadland |
| 2015 | 166 | Firebolt                                                         | 28:39   | 9 de maio (download edition)                                         | Bucketheadland           | Bucketheadland |
| 2015 | 167 | Hideous Phantasm                                                 | 30:01   | 16 de maio (download edition)                                        | Bucketheadland           | Bucketheadland |
| 2015 | 168 | Giant Claw                                                       | 30:05   | 22 de maio (download edition)                                        | Bucketheadland           | Bucketheadland |
| 2015 | 169 | Observation                                                      | 30:22   | 26 de maio (download edition)                                        | Bucketheadland           | Bucketheadland |
| 2015 | 170 | Hats and Glasses                                                 | 32:18   | 30 de maio (download edition)                                        | Bucketheadland           | Bucketheadland |
| 2015 | 171 | Last Call for the E.P. Ripley                                    | 29:00   | 30 de maio (download edition)                                        | Bucketheadland           | Bucketheadland |
| 2015 | 172 | Nautical Nightmares                                              | 28:44   | 31 de maio (download edition)                                        | Bucketheadland           | Bucketheadland |
| 2015 | 173 | Blank Bot                                                        | 29:51   | 5 de junho (download edition)                                        | Bucketheadland           | Bucketheadland |
| 2015 | 174 | Scream Sundae                                                    | 29:56   | 6 de junho (download edition)                                        | Bucketheadland           | Bucketheadland |
| 2015 | 175 | Kareem's Footprint                                               | 28:38   | 9 de junho (download edition)                                        | Bucketheadland           | Bucketheadland |
| 2015 | 176 | Carrotcature                                                     | 28:58   | 11 de junho (download edition)                                       | Bucketheadland           | Bucketheadland |
| 2015 | 177 | Popcorn Shells                                                   | 28:42   | 13 de junho (download edition)                                       | Bucketheadland           | Bucketheadland |
| 2015 | 178 | Invisable Forest                                                 | 29:17   | 17 de junho (download edition)                                       | Bucketheadland           | Bucketheadland |
| 2015 | 179 | Chickencoopscope                                                 | 29:42   | 19 de junho (download edition)                                       | Bucketheadland           | Bucketheadland |
| 2015 | 180 | Heaven is your Home (For my Father, Thomas Manley Carroll)       | 30:00   | 21 de junho (download edition - free download on Father's Day, 2015) | Bucketheadland           | Bucketheadland |
| 2015 | 181 | Fog Gardens                                                      | 30:57   | 27 de junho (download edition)                                       | Bucketheadland           | Bucketheadland |
| 2015 | 182 | Carnival Cutouts                                                 | 28:46   | 3 de julho (download edition)                                        | Bucketheadland           | Bucketheadland |
| 2015 | 183 | Whisper Track                                                    | 31:51   | 8 de julho (download edition)                                        | Bucketheadland           | Bucketheadland |
| 2015 | 184 | The Cellar Yawns                                                 | 30:52   | 13 de julho (download edition)                                       | Bucketheadland           | Bucketheadland |
| 2015 | 185 | Ancient Lens                                                     | 28:33   | 16 de julho (download edition)                                       | Bucketheadland           | Bucketheadland |
| 2015 | 186 | Herbie Climbs a Tree                                             | 29:40   | 22 de julho (download edition)                                       | Bucketheadland           | Bucketheadland |
| 2015 | 187 | Upside Down Skyway                                               | 31:01   | 24 de julho (download edition)                                       | Bucketheadland           | Bucketheadland |
| 2015 | 188 | Twisted Branches                                                 | 29:43   | 28 de julho (download edition)                                       | Bucketheadland           | Bucketheadland |
| 2015 | 189 | Half Circle Bridge                                               | 31:09   | 31 de julho (download edition)                                       | Bucketheadland           | Bucketheadland |
| 2015 | 190 | Land of Miniatures                                               | 29:00   | 1 de agosto (download edition)                                       | Bucketheadland           | Bucketheadland |
| 2015 | 191 | Bats in the Lite Brite                                           | 31:43   | 1 de agosto (download edition)                                       | Bucketheadland           | Bucketheadland |
| 2015 | 192 | Four Forms                                                       | 34:47   | 8 de agosto (download edition)                                       | Bucketheadland           | Bucketheadland |
| 2015 | 193 | Blue Tide                                                        | 29:35   | 11 de agosto (download edition)                                      | Bucketheadland           | Bucketheadland |
| 2015 | 194 | Ghoul                                                            | 27:45   | 18 de agosto (download edition)                                      | Bucketheadland           | Bucketheadland |
| 2015 | 195 | Orange Tree                                                      | 27:47   | 21 de agosto (download edition)                                      | Bucketheadland           | Bucketheadland |
| 2015 | 196 | Region                                                           | 33:11   | 25 de agosto (download edition)                                      | Bucketheadland           | Bucketheadland |
| 2015 | 197 | Shapeless                                                        | 30:23   | 27 de agosto (download edition)                                      | Bucketheadland           | Bucketheadland |
| 2015 | 198 | Ognarader                                                        | 28:50   | 2 de setembro (download edition)                                     | Bucketheadland           | Bucketheadland |
| 2015 | 199 | The Windowsill                                                   | 30:24   | 6 de setembro (download edition)                                     | Bucketheadland           | Bucketheadland |
| 2015 | 200 | Washed Away                                                      | 29:48   | 12 de setembro (download edition)                                    | Bucketheadland           | Bucketheadland |
| 2015 | 201 | A Ghost Took My Homework                                         | 29:56   | 17 de setembro (download edition)                                    | Bucketheadland           | Bucketheadland |
| 2015 | 202 | Crest of the Hill                                                | 30:35   | 19 de setembro (download edition)                                    | Bucketheadland           | Bucketheadland |
| 2015 | 203 | The Blob                                                         | 28:43   | 24 de setembro (download edition)                                    | Bucketheadland           | Bucketheadland |
| 2015 | 204 | Last House on Slunk Street                                       | 29:00   | 26 de setembro (download edition)                                    | Bucketheadland           | Bucketheadland |
| 2015 | 205 | Quilted                                                          | 29:28   | 29 de setembro (download edition)                                    | Bucketheadland           | Bucketheadland |
| 2015 | 206 | 31 Days Til Halloween: Visitor From The Mirror                   | 29:38   | 1 de outubro (download edition)                                      | Bucketheadland           | Bucketheadland |
| 2015 | 207 | 30 Days Til Halloween: Swollen Glasses                           | 30:56   | 2 de outubro (download edition)                                      | Bucketheadland           | Bucketheadland |
| 2015 | 208 | 29 Days Til Halloween: Blurmwood                                 | 29:11   | 3 de outubro (download edition)                                      | Bucketheadland           | Bucketheadland |
| 2015 | 209 | 28 Days Til Halloween: The Insides of the Outsides               | 30:42   | 4 de outubro (download edition)                                      | Bucketheadland           | Bucketheadland |
| 2015 | 210 | 27 Days Til Halloween: Cavern Guide                              | 30:18   | 5 de outubro (download edition)                                      | Bucketheadland           | Bucketheadland |
| 2015 | 211 | 26 Days Til Halloween: Bogwitch                                  | 30:54   | 6 de outubro (download edition)                                      | Bucketheadland           | Bucketheadland |
| 2015 | 212 | 25 Days Til Halloween: Window Fragment                           | 29:55   | 7 de outubro (download edition)                                      | Bucketheadland           | Bucketheadland |
| 2015 | 213 | 24 Days Til Halloween: Screaming Scalp                           | 29:51   | 8 de outubro (download edition)                                      | Bucketheadland           | Bucketheadland |
| 2015 | 214 | 23 Days Til Halloween: Wax                                       | 30:19   | 9 de outubro (download edition)                                      | Bucketheadland           | Bucketheadland |
| 2015 | 215 | 22 Days Til Halloween: I Got This Costume From The Sears Catalog | 30:06   | 10 de outubro (free download edition)                                | Bucketheadland           | Bucketheadland |
| 2015 | 216 | 21 Days Til Halloween: Cement Decay                              | 30:14   | 11 de outubro (download edition)                                     | Bucketheadland           | Bucketheadland |
| 2015 | 217 | 20 Days Til Halloween: Forgotten Experiment                      | 29:47   | 12 de outubro (download edition)                                     | Bucketheadland           | Bucketheadland |
| 2015 | 218 | 19 Days Til Halloween: Light in Window                           | 29:20   | 13 de outubro (download edition)                                     | Bucketheadland           | Bucketheadland |
| 2015 | 219 | 18 Days Til Halloween: Blue Squared                              | 29:04   | 14 de outubro (download edition)                                     | Bucketheadland           | Bucketheadland |
| 2015 | 220 | 17 Days Til Halloween: 1079                                      | 30:16   | 15 de outubro (download edition)                                     | Bucketheadland           | Bucketheadland |
| 2015 | 221 | 16 Days Til Halloween: Cellar                                    | 30:03   | 16 de outubro (download edition)                                     | Bucketheadland           | Bucketheadland |
| 2015 | 222 | 15 Days Til Halloween: Grotesques                                | 30:20   | 17 de outubro (download edition)                                     | Bucketheadland           | Bucketheadland |
| 2015 | 223 | 14 Days Til Halloween: Voice From The Dead Forest                | 29:52   | 18 de outubro (download edition)                                     | Bucketheadland           | Bucketheadland |
| 2015 | 224 | 13 Days Til Halloween: Maple Syrup                               | 30:10   | 19 de outubro (download edition)                                     | Bucketheadland           | Bucketheadland |
| 2015 | 225 | 12 Days Til Halloween: Face Sling Shot                           | 29:39   | 20 de outubro (download edition)                                     | Bucketheadland           | Bucketheadland |
| 2015 | 226 | 11 Days Til Halloween: Reflection                                | 30:39   | 21 de outubro (download edition)                                     | Bucketheadland           | Bucketheadland |
| 2015 | 227 | 10 Days Til Halloween: Residue                                   | 29:02   | 22 de outubro (download edition)                                     | Bucketheadland           | Bucketheadland |
| 2015 | 228 | 9 Days Til Halloween: Eye on Spiral                              | 28:26   | 23 de outubro (download edition)                                     | Bucketheadland           | Bucketheadland |
| 2015 | 229 | 8 Days Til Halloween: Flare Up                                   | 30:52   | 24 de outubro (download edition)                                     | Bucketheadland           | Bucketheadland |
| 2015 | 230 | 7 Days Til Halloween: Cavernous                                  | 30:31   | 25 de outubro (download edition)                                     | Bucketheadland           | Bucketheadland |
| 2015 | 231 | 6 Days Til Halloween: Underlair                                  | 30:17   | 26 de outubro (download edition)                                     | Bucketheadland           | Bucketheadland |
| 2015 | 232 | 5 Days Til Halloween: Scrapbook Front                            | 30:29   | 27 de outubro (download edition)                                     | Bucketheadland           | Bucketheadland |
| 2015 | 233 | 4 Days Til Halloween: Silent Photo                               | 29:19   | 28 de outubro (download edition)                                     | Bucketheadland           | Bucketheadland |
| 2015 | 234 | 3 Days Til Halloween: Crow Hedge                                 | 29:52   | 29 de outubro (download edition)                                     | Bucketheadland           | Bucketheadland |
| 2015 | 235 | 2 Days Til Halloween: Cold Frost                                 | 31:07   | 30 de outubro (download edition)                                     | Bucketheadland           | Bucketheadland |
| 2015 | 236 | Happy Halloween: Silver Shamrock                                 | 30:32   | 31 de outubro (download edition)                                     | Bucketheadland           | Bucketheadland |
| 2015 | 237 | 365 Days Til Halloween: Smash                                    | 30:27   | 1 de novembro (download edition)                                     | Bucketheadland           | Bucketheadland |
| 2015 | 238 | The Wishing Brook                                                | 29:50   | 2 de novembro (download edition)                                     | Bucketheadland           | Bucketheadland |
| 2015 | 239 | Rooms of Illusions                                               | 29:14   | 4 de novembro (download edition)                                     | Bucketheadland           | Bucketheadland |
| 2015 | 240 | Sunken Parlor                                                    | 28:50   | 7 de novembro (download edition)                                     | Bucketheadland           | Bucketheadland |
| 2015 | 241 | Screen Door                                                      | 28:04   | 14 de novembro (download edition)                                    | Bucketheadland           | Bucketheadland |
| 2015 | 242 | Hornet                                                           | 28:15   | 16 de novembro (download edition)                                    | Bucketheadland           | Bucketheadland |
| 2015 | 243 | Crumple                                                          | 29:11   | 19 de novembro (download edition)                                    | Bucketheadland           | Bucketheadland |
| 2015 | 244 | Trace Candle                                                     | 28:14   | 25 de novembro (download edition)                                    | Bucketheadland           | Bucketheadland |
| 2015 | 245 | Teflecter                                                        | 29:06   | 2 de dezembro (download edition)                                     | Bucketheadland           | Bucketheadland |
| 2015 | 246 | Wheels of Ferris                                                 | 30:01   | 8 de dezembro (download edition)                                     | Bucketheadland           | Bucketheadland |
| 2015 | 247 | Pike Doors                                                       | 30:30   | 20 de dezembro (download edition)                                    | Bucketheadland           | Bucketheadland |
| 2015 | 248 | Old Toys                                                         | 29:50   | 24 de dezembro (download edition)                                    | Bucketheadland           | Bucketheadland |
| 2015 | 249 | Rain Drops on Christmas                                          | 28:13   | 25 de dezembro (download edition)                                    | Bucketheadland           | Bucketheadland |
| 2016 | 250 | Mirror Realms                                                    | 29:09   | 6 de janeiro (download edition)                                      | Bucketheadland           | Bucketheadland |
| 2016 | 251 | Cove Cloud                                                       | 28:48   | 11 de janeiro (download edition)                                     | Bucketheadland           | Bucketheadland |
| 2016 | 252 | Out of the Attic                                                 | 28:37   | 15 de janeiro (download edition)                                     | Bucketheadland           | Bucketheadland |
| 2016 | 253 | Dragging the Fence                                               | 29:58   | 19 de janeiro (download edition)                                     | Bucketheadland           | Bucketheadland |
| 2016 | 254 | Buildor                                                          | 28:31   | 23 de janeiro (download edition)                                     | Bucketheadland           | Bucketheadland |
| 2016 | 255 | Florrmat                                                         | 29:00   | 26 de janeiro (download edition)                                     | Bucketheadland           | Bucketheadland |
| 2016 | 256 | Happy Birthday                                                   | 28:58   | 17 de fevereiro (download edition)                                   | Bucketheadland           | Bucketheadland |
| 2016 | 257 | Arcade of the Deserted                                           | 29:34   | 20 de fevereiro (download edition)                                   | Bucketheadland           | Bucketheadland |
| 2016 | 258 | The Creaking Stairs                                              | 29:09   | 24 de fevereiro (download edition)                                   | Bucketheadland           | Bucketheadland |
| 2016 | 259 | Cabs                                                             | 29:14   | 28 de fevereiro (download edition)                                   | Bucketheadland           | Bucketheadland |
| 2016 | 260 | Rooftop                                                          | 29:52   | 14 de março (download edition)                                       | Bucketheadland           | Bucketheadland |
| 2016 | 261 | Drift                                                            | 27:46   | 14 de março (download edition)                                       | Bucketheadland           | Bucketheadland |
| 2016 | 262 | Lightboard                                                       | 29:53   | 26 de março (download edition)                                       | Bucketheadland           | Bucketheadland |
| 2016 | 263 | 22222222                                                         | 30:29   | 26 de março (download edition)                                       | Bucketheadland           | Bucketheadland |
| 2016 | 264 | Coupon                                                           | 29:48   | 30 de março (download edition)                                       | Bucketheadland           | Bucketheadland |
| 2016 | 265 | Oneiric Pool                                                     | 28:48   | 27 de outubro (download edition)                                     | Bucketheadland           | Bucketheadland |
| 2016 | 266 | Castle on Slunk Hill                                             | 31:59   | 3 de novembro (download edition)                                     | Bucketheadland           | Bucketheadland |
| 2016 | 267 | The Five Blocks                                                  | 29:25   | 17 de novembro (download edition)                                    | Bucketheadland           | Bucketheadland |
| 2016 | 268 | Attic Garden                                                     | 30:20   | 21 de novembro (download edition)                                    | Bucketheadland           | Bucketheadland |
| 2016 | 269 | The Mermaid Stairwell                                            | 28:25   | 25 de novembro (download edition)                                    | Bucketheadland           | Bucketheadland |
| 2016 | 270 | Chart                                                            | 28:27   | 1 de dezembro (download edition)                                     | Bucketheadland           | Bucketheadland |
| 2016 | 271 | Sparks in the Dark                                               | 28:50   | 9 de dezembro (download edition)                                     | Bucketheadland           | Bucketheadland |
| 2016 | 272 | Hamdens Hollow                                                   | 30:06   | 12 de dezembro (download edition)                                    | Bucketheadland           | Bucketheadland |
| 2016 | 273 | Santa's Toy Workshop                                             | 31:23   | 23 de dezembro (download edition)                                    | Bucketheadland           | Bucketheadland |
| 2017 | 274 | Out Orbit                                                        | 27:59   | 11 de janeiro (download edition)                                     | Bucketheadland           | Bucketheadland |
| 2017 | 275 | Space Viking                                                     | 30:31   | 14 de janeiro (download edition)                                     | Bucketheadland           | Bucketheadland |
| 2017 | 276 | Nettle                                                           | 28:23   | 20 de janeiro (download edition)                                     | Bucketheadland           | Bucketheadland |
| 2017 | 277 | Rivers in the Seas                                               | 31:22   | 29 de janeiro (download edition)                                     | Bucketheadland           | Bucketheadland |
| 2017 | 278 | Adrift in Sleepwakefulness                                       | 28:18   | 31 de janeiro (download edition)                                     | Bucketheadland           | Bucketheadland |
| 2017 | 279 | The Moss Lands                                                   | 28:33   | 8 de fevereiro (download edition)                                    | Bucketheadland           | Bucketheadland |
| 2017 | 280 | 250                                                              | 30:28   | 11 de fevereiro (download edition)                                   | Bucketheadland           | Bucketheadland |
| 2017 | 281 | Waterfall Cove                                                   | 28:53   | 17 de fevereiro (download edition)                                   | Bucketheadland           | Bucketheadland |
| 2017 | 282 | Bozo in the Labyrinth                                            | 30:32   | 23 de fevereiro (download edition)                                   | Bucketheadland           | Bucketheadland |
| 2017 | 283 | Coop Erstown                                                     | 29:48   | 28 de fevereiro (download edition)                                   | Bucketheadland           | Bucketheadland |
| 2017 | 284 | Woven Twigs                                                      | 30:05   | 3 de fevereiro (download edition)                                    | Bucketheadland           | Bucketheadland |
| 2017 | 285 | Abominable Snow Scalp                                            | 29:22   | 8 de março (download edition)                                        | Bucketheadland           | Bucketheadland |
| 2017 | 286 | Meteor Firefly Net                                               | 29:43   | 17 de março (download edition)                                       | Bucketheadland           | Bucketheadland |
| 2017 | 287 | Blank Slate                                                      | 30:20   | 24 de março (download edition)                                       | Bucketheadland           | Bucketheadland |
| 2017 | 288 | Echo                                                             | 28:50   | 30 de março (download edition)                                       | Bucketheadland           | Bucketheadland |
| 2017 | 289 | Undersea Dead City                                               | 28:27   | 1 de março (download edition)                                        | Bucketheadland           | Bucketheadland |
| 2017 | 290 | Ferry to the Island of Lost Minds                                | 28:04   | 7 de março (download edition)                                        | Bucketheadland           | Bucketheadland |
| 2017 | 291 | Portal to the Red Waterfall                                      | 28:42   | 13 de março (download edition)                                       | Bucketheadland           | Bucketheadland |
| 2017 | 292 | Nib Y Nool                                                       | 29:20   | 15 de abril (download edition)                                       | Bucketheadland           | Bucketheadland |
| 2017 | 293 | Glacier                                                          | 30:59   | 24 de abril (download edition)                                       | Bucketheadland           | Bucketheadland |
| 2017 | 294 | Poseidon                                                         | 30:21   | 5 de maio (download edition)                                         | Bucketheadland           | Bucketheadland |
| 2017 | 295 | Ride Operator Q Bozo                                             | 31:25   | 6 de junho (download edition)                                        | Bucketheadland           | Bucketheadland |
| 2017 | 296 | Far                                                              | 27:53   | 8 de julho (download edition)                                        | Bucketheadland           | Bucketheadland |
| 2017 | 297 | Thoracic Spine Collapser                                         | 29:39   | 15 de julho (download edition)                                       | Bucketheadland           | Bucketheadland |
| 2017 | 298 | Sonar Rainbow                                                    | 29:35   | 20 de julho (download edition)                                       | Bucketheadland           | Bucketheadland |
| 2017 | 299 | Decaying Parchment                                               | 32:49   | 11 de agosto (download edition)                                      | Bucketheadland           | Bucketheadland |
| 2017 | 300 | A3                                                               | 28:50   | 12 de agosto (download edition)                                      | Bucketheadland           | Bucketheadland |
| 2017 | 301 | The Squaring of the Circle                                       | 29:25   | 25 de agosto (download edition)                                      | Bucketheadland           | Bucketheadland |
| 2017 | 302 | Coniunctio                                                       | 28:25   | 28 de agosto (download edition)                                      | Bucketheadland           | Bucketheadland |
| 2017 | 303 | Guillotine Furnace                                               | 28:08   | 09 de dezembro (download edition)                                    | Bucketheadland           | Bucketheadland |
| 2018 | 304 | Fourneau Cosmique                                                | 28:06   | 22 de fevereiro (download edition)                                   | Bucketheadland           | Bucketheadland |
| 2018 | 305 | Dreamthread                                                      | 29:46   | 04 de agosto (download edition)                                      |                          |                |

### Lançamentos especiais
| Ano  | Detalhes |
| ---- | --- |
| 2007 | In Search of The - Lançado: 21 de fevereiro de 2007 - Gravadora: TDRS - Formato: 13CD-R - Duração: 9:27:37        |
| 2007 | Acoustic Shards - Lançado: 31 de maio de 2007 - Gravadora: Avabella (CD-320) - Formato: CD - Duração: 52:01       |
| 2007 | Bucketheadland Blueprints (Re-release) - Lançado: Agosto de 2007 - Gravadora: TDRS - Formato: CD - Duração: 60:13 |
| 2008 | From the Coop - Lançado: 9 de março de 2008 - Gravadora: Avabella (CD-321) - Formato: CD - Duração: 43:15         |

### EPs
| Ano  | Detalhes                                                                                        |
| ---- | ----------------------------------------------------------------------------------------------- |
| 2001 | KFC Skin Piles - Lançado: 2001 - Gravadora: Gonerville (BHB-001) - Formato: LP - Duração: 23:44 |

### Demos
- 1991: Giant Robot (demo)
- 1991: Bucketheadland Blueprints

### Videos
- 2005: Secret Recipe
- 2006: Young Buckethead Vol. 1
- 2006: Young Buckethead Vol. 2

### DVDs
- 2007: Quackers!
- 2007: Headcheese

### Vídeoclipes
| Ano  | Título                            |
| ---- | --------------------------------- |
| 1999 | "The Ballad of Buckethead""       |
| 2004 | "Spokes for the Wheel of Torment" |
| 2005 | "We Are One"                      |

### Canções sem álbum
- "Brazos" (Presente no DVD Secret Recipe)
- "Soowee" (Presente no DVD Secret Recipe)
- "One" (Bucketheadland Audio Museum MP3)
- "Two" (Bucketheadland Audio Museum MP3)
- "Three" (Bucketheadland Audio Museum MP3)
- "Greasy" (Bucketheadland Audio Museum MP3)
- "Lobotomy 1 & 2" (Bucketheadland Audio Museum MP3)
- "Jordan" (canção do Guitar Hero II)
- "Game of Death" (Dedicado para o filme homônimo não lançado de Bruce Lee)
- "I Like it Raw" (Dedicado para Ol' Dirty Bastard)
- "The Embalmer"
- "Help, Help, Help"
- "The Candyman is Back"
- "The Rising Sun" (Dedicado para o Japão)

### Álbuns não lançados
- Buckethead Plays Disney[2]
- Super Diorama Theater[3]

## Bandas e projetos

### Como Death Cube K
- 1994: Dreamatorium
- 1997: Disembodied
- 1999: Tunnel
- 2007: DCK
- 2007: Monolith
- 2009: Torn from Black Space

### ComBrain
- 1997: I Need 5 Minutes Alone (As Pieces)
- 2007: Kevin's Noodle House
- 2008: The Dragons of Eden (With Travis Dickerson)
- 2010: Best Regards (With Melissa Reese)
- 2010: Kind Regards (With Melissa Reese)
- 2010: Brain as Hamenoodle

### ComTravis Dickerson
- 2006: Chicken Noodles
- 2007: Chicken Noodles II
- 2009: Iconography
- 2010: Left Hanging

### With Jonas Hellborg & Michael Shrieve
- 1993: Octave of the Holy Innocents (Re-released in 2003)

### With Alix Lambert e Travis Dickerson
- 2008: Running After Deer

### Com Viggo Mortensen
- 1997: One Less Thing to Worry About
- 1998: Recent Forgeries
- 1999: The Other Parade
- 1999: One Man's Meat
- 2003: Pandemoniumfromamerica
- 2004: Please Tomorrow
- 2004: This, That, and The Other (Compilation)
- 2005: Intelligence Failure
- 2008: At All
- 2011: Reunion

### Arcana
- 1997: Arc of the Testimony

### Cobra Strike
- 1999: 13th Scroll
- 2000: Cobra Strike II: Y, Y+B, X+Y <hold> ←

### Colonel Claypool's Bucket of Bernie Brains
- 2004: The Big Eyeball in the Sky

### Cornbugs
- 1999: Spot the Psycho
- 2001: Cemetery Pinch
- 2001: How Now Brown Cow
- 2004: Brain Circus
- 2004: Donkey Town
- 2005: Rest Home for Robots
- 2005: Skeleton Farm
- 2006: Celebrity Psychos

### Deli Creeps
- 1991: Deli Creeps Demo Tape 1991
- 1996: Deli Creeps Demo Tape 1996
- 2005: Dawn of the Deli Creeps

### El Stew
- 1999: No Hesitation
- 2003: The Rehearsal
- 2011: The Dark Night Of A Million Stains - The Rehearsal #2

### Frankenstein Brothers
- 2008: Bolt on Neck

### Giant Robot
- 1996: Giant Robot

### Gorgone
- 2005: Gorgone

### Guns N' Roses
- 2008: Chinese Democracy

### Praxis
- 1992: A Taste of Mutation
- 1992: Transmutation (Mutatis Mutandis)
- 1994: Sacrifist
- 1994: Metatron
- 1997: Live in Poland
- 1997: Transmutation Live
- 1998: Collection
- 1999: Warszawa
- 2005: Zurich
- 2007: Tennessee 2004
- 2008: Profanation (Preparation for a Coming Darkness)

### Science Faxtion
- 2008: Living On Another Frequency

### Shin Terai / Shine / Shin.E
- 2001: Unison
- 2004: Heaven & Hell
- 2007: Lightyears

### Thanatopsis
- 2001: Thanatopsis
- 2003: Axiology
- 2006: Anatomize

### Zillatron
- 1993: Lord of the Harvest

## Aparições como convidado

### Aparições com diversos artistas
Anton Fier
- 1993 - Dreamspeed
- 2003 - Blindlight 1992-1994

Bernie Worrell
- 1993 - Pieces Of Woo: The Other Side
- 1997 - Free Agent: A Spaced Odyssey

Bill Laswell
- 1993 - Axiom Collection II: Manifestation
- 1993 - Divination - Ambient Dub Volume 1
- 1994 - Axiom Ambient - Lost in the Translation
- 1995 - Axiom Funk - Funkcronomicon
- 1995 - Axiom Funk - "If 6 was 9" (Single)
- 1996 - Alien Ambient Galaxy
- 1997 - Valis II - Everything Must Go
- 1998 - Telesterion - Hall of Mysteries
- 2001 - Points of Order
- 2007 - Method Of Defiance - Inamorata

Bootsy Collins
- 2006 - Christmas Is 4 Ever
- 2011 - Tha Funk Capital of the World

Company 91
- 1992 - Company 91 Volume 1
- 1992 - Company 91 Volume 2
- 1992 - Company 91 Volume 3

Phonopsychograph Disk
- 1998 - Ancient Termites
- 1999 - Live @ Slim's / Turbulence Chest
- 1999 - Unrealesed (Cassette Only)

Freekbass
- 2003 - The Air is Fresher Underground
- 2007 - A Sliver of Shiver (Live DVD)
- 2008 - Junkyard Waltz

Icehouse
- 1993 - "Big Wheel" (Single)
- 1993 - Spin One (EP)
- 1994 - Full Circle
- 1994 - "Great Southern Land" (German single)
- 1997 - Masterfile (Japanese release)

Lawson Rollins
- 2011 - Elevation

Mike Patton com Buckethead e DJ Flare, forming Moonraker
- 2000 - Live @ The Knitting Factory (Bootleg only)

Refrigerator
- 1997 - Refrigerator
- 1997 - Somehow

### Aparições em singles com artistas
- 1991 - Henry Kaiser - Hope You Like Our New Direction
- 1992 - Will Ackerman - The Opening of Doors
- 1993 - MCM and the Monster - Collective Emotional Problems
- 1993 - Psyber Pop - What? So What?
- 1994 - Jon Hassell and Blue Screen - Dressing for Pleasure
- 1994 - Hakim Bey - T.A.Z. (Temporary Autonomous Zone)
- 1995 - Buckshot LeFonque - "No Pain No Gain" (Single with remixes)
- 1995 - Julian Schnabel - Every Silver Lining Has a Cloud
- 1998 - Bastard Noise - Split W/Spastic Colon
- 1998 - DJ Qbert - Wave Twisters
- 1999 - Banyan - Anytime at All
- 1999 - Ben Wa - Devil Dub
- 2000 - Double E - Audio Men
- 2000 - Tony Furtado Band - Tony Furtado Band
- 2001 - Meridiem - A Pleasant Fiction (re-release in 2009)[4]
- 2001 - Gonervill - Gonervill
- 2002 - Fishbone and the Familyhood Nextperience Present: The Friendliest Psychosis of All
- 2003 - Gemini - Product of Pain
- 2005 - Bassnectar - Mesmerizing The Ultra
- 2006 - Gigi - Gold & Wax

### Trilhas sonoras
- 1993 - Last Action Hero (soundtrack)
- 1993 - Last Action Hero (score)
- 1995 - Johnny Mnemonic (soundtrack)
- 1997 - Mortal Kombat (soundtrack)
- 1995 - Mortal Kombat (score)
- 1996 - Myth - Dreams of the World
- 1996 - Stealing Beauty (soundtrack)
- 1997 - Beverly Hills Ninja (soundtrack)
- 1997 - Mortal Kombat: Annihilation (soundtrack) (soundtrack)
- 1995 - Mighty Morphin Power Rangers (soundtrack)
- 2001 - Ghosts of Mars (soundtrack)
- 2001 - Dragon Ball Z: The History of Trunks (soundtrack)
- 2002 - Scratch (soundtrack)
- 2004 - Flesh for the Beast (Score)
- 2005 - Masters of Horror (soundtrack)
- 2005 - Saw 2 (soundtrack)

### Coletâneas
- 1997 - Guitar Zone
- 1997 - Guitars on Mars
- 1998 - Night and Day
- 1998 - Guitarisma 2
- 1998 - Great Jewish Music: Marc Bolan (otherwise unreleased cover of "20th Century Boy")
- 1998 - New Yorker Out Loud: Volume 2
- 1999 - Crash Course in Music
- 1999 - Horizons
- 1999 - Music for the New Millennium
- 2001 - Innerhythmic Sound System
- 2001 - Bomb Anniversary Collection
- 2001 - Gonervill presents: The Freak Brothers
- 2002 - Guitars for Freedom
- 2002 - The Meta Collection (otherwise unreleased track "Remember")
- 2002 - Urban Revolutions
- 2002 - Live from Bonnaroo 2002 - Volume 2 (otherwise unreleased C2B3 song "Number Two")
- 2005 - Blue Suenos (otherwise unreleased track "Planeta")
- 2006 - Guitar Hero II ("Jordan")
- 2006 - The Longest Yard and Jack the Ripper
- 2008 - Fallen Soldiers Memorial (otherwise unreleased track "Buckets of Blood" with Bootsy Collins)
- 2008 - Guitar Hero III ("Soothsayer")
- 2008 - Rock Band 2 ("Shackler's Revenge" with Guns N' Roses)
- 2012 - Twisted Metal ("Ready To Die" by Buckethead and Brain - re-worked track "Peak" from "Kind Regards" album)

## Videografia
- Buckethead - Binge Clips (Série de 7 fitas VHS)
- Buckethead - Killer Grabbag of Shards Vol. 1 (CD-ROM com imagens de shows ao vivo)
- Buckethead - "Viva Voltron"

### com outros artistas
- Axiom Funk - "If 6 Was 9"
- Bootsy Collins - "Funk Express Card"
- Bryan Mantia - Brain's Lessons
- Bryan Mantia - The worst drum instructional vídeo ever DVD
- DJ Q-Bert - "Inner Space Dental Commander"
- DJ Q-Bert - Wave Twisters
- Freekbass - "Always Here"
- Praxis - "Animal Behaviour"
- Praxis - "Inferno / Heat Seeker / Exploded Heart"
- Primus - Videoplasty
- Primus - Animals Should Not Try To Act Like People (DVD easter egg)
- Snoop Dogg - "Undacova Funk"
- Thanatopsis - "Pyrrhic Victory"
- Colonel Claypool's Bucket of Bernie Brains - Les Claypool's 5 Gallons of Diesel
- Serj Tankian - "We Are One"
- Bootsy Collins - "Minds Under Construction"